# La Habana canta a Sabina
La Habana canta a Sabina es un álbum homenaje al cantautor español Joaquín Sabina grabado en La Habana por varios artistas cubanos y publicado el 4 de julio de 2011 en España.
El disco está producido por Imanol Ortiz, integrante del grupo Somos Amigos, y Jorge Aragón y fue grabado en la capital cubana, La Habana. En la grabación del disco participaron destacados artistas cubanos, como Pablo Milanés, Carlos Varela, Amaury Pérez o Pancho Amat. El motivo que dio Imanol Ortiz para realizar este proyecto fue que «Sabina es el creador de una obra que trasciende a las generaciones y toda una institución musical y espiritual que inspira a otros artistas». En 2005, Ortiz dirigió un proyecto similar, Cuba le canta a Serrat, que recibió una nominación a los Premios Grammy Latinos como «Mejor álbum tropical contemporáneo».
El disco fue estrenado en España el 4 de julio de 2011.

## Lista de canciones
Todas las letras escritas por Joaquín Sabina.
| N.º   | Título                                 | Música                                 | Intérprete                       | Duración |  |
| 1.    | «Una canción para la Magdalena»        | Pablo Milanés                          | Pablo Milanés                    | 4:56     |  |
| 2.    | «¿Quién me ha robado el mes de abril?» | Sabina                                 | Carlos Kalunga                   | 4:36     |  |
| 3.    | «Que se llama Soledad»                 | Javier Martínez                        | Haydée Milanés                   | 5:20     |  |
| 4.    | «Contigo»                              | Pancho Varona, Antonio García de Diego | Jessica Rodríguez                | 5:31     |  |
| 5.    | «Como un dolor de muelas»              | Varona                                 | Ivette Cepeda                    | 3:50     |  |
| 6.    | «A la sombra de un león I»             | Josep Maria Bardagí                    | Amaury Pérez                     | 4:27     |  |
| 7.    | «La canción más hermosa del mundo»     | Varona, García de Diego, Sergio Véliz  | Buena Fe                         | 5:30     |  |
| 8.    | «A la sombra de un león II»            | Bardagí                                | Pancho Amat y Su Cabildo del Son | 4:49     |  |
| 9.    | «19 días y 500 noches»                 | Sabina                                 | Frank Fernández                  | 7:17     |  |
| 10.   | «Tan joven y tan viejo»                | Carlos Varela                          | Carlos Varela                    | 6:33     |  |
| 52:49 |                                        |                                        |                                  |          |  |